# Гурвич (озеро)
Гурвич (встречается также название Гурбич) — пресноводное озеро на территории Нововилговского сельского поселения Прионежского района Республики Карелии.

## Общие сведения
Площадь озера — 2,2 км², площадь водосборного бассейна — 74,7 км². Располагается на высоте 182,8 метра над уровнем моря.
Форма озера лопастная. Берега изрезанные, каменисто-песчаные, преимущественно возвышенные.
Через Гурвич течёт река Машозерка, впадающая в реку Лососинку.
К югу от озера располагается деревня Машезеро, через которую проходит дорога местного значения 86К-220 («Лососинное — Машезеро»).
Код объекта в государственном водном реестре — 01040100611102000016370.

## История
В 1703 году началось сооружение Петровского пушечного завода в устье реки Лососинки и гидросиловой установки. Организатор строительства Яков Власов использовал два озера в верховье Лососинки — Лососиное и Машозеро — для создания водохранилищ. В истоках Лососинки и Машозерки были построены деревянные (ряжевые) плотины.
Из-за разлива реки Машозерки выше плотины площадь озера Гурвич увеличилась. На карте «План дровосекам Александровского завода на 1842 год» озеро под названием Гурбич, при этом размер его меньше современного.
В конце XIX и в XX веке на берегу Машозера близ ручья Гервей исследовалась стоянка эпохи неолита. Исследования проводили И. С. Поляков в 1873; А. П. Галченко и П. Николаевский в 1913; А. Я. Брюсов в 1932—1933 годах.